# دیوید کینزوبی
دیوید کینزوبی (انگلیسی: David Kinsombi؛ زادهٔ ۱۲ دسامبر ۱۹۹۵) بازیکن فوتبال اهل آلمان است.
از باشگاه‌هایی که در آن بازی کرده‌است می‌توان به باشگاه فوتبال آینتراخت فرانکفورت، باشگاه فوتبال کارلسروهه، باشگاه فوتبال ماینتس ۰۵، و باشگاه فوتبال ماگدبورگ ۱ اشاره کرد.
وی همچنین در تیم ملی فوتبال جوانان آلمان بازی کرده‌است.